# Aleksandr Tashayev
Bản mẫu:Eastern Slavic name
Aleksandr Mikhailovich Tashayev (tiếng Nga: Александр Михайлович Ташаев; sinh ngày 23 tháng 6 năm 1994) là một cầu thủ bóng đá người Nga. Anh chơi ở vị trí tiền vệ trái hay tiền vệ chạy cánh trái cho F.K. Dynamo Moskva.

## Sự nghiệp câu lạc bộ
Anh ra mắt chuyên nghiệp vào ngày 11 tháng 12 năm 2014 cho F.K. Dynamo Moskva tại trận đấu vòng bảng UEFA Europa League 2014–15 trước PSV Eindhoven. Anh cũng đá trận Vòng 16 đội trên sân khách trước Napoli.

## Quốc tế
Vào ngày 11 tháng 5 năm 2018, anh có tên trong đội hình sơ loại của Nga tham dự Giải vô địch bóng đá thế giới 2018, khi là lần đầu tiên anh được triệu tập vào đội tuyển quốc gia.

## Thống kê sự nghiệp
Tính đến 13 tháng 5 năm 2018
| Câu lạc bộ          | Mùa giải            | Giải vô địch        | Giải vô địch | Giải vô địch | Cúp     | Cúp       | Châu lục | Châu lục  | Tổng cộng | Tổng cộng |
| Câu lạc bộ          | Mùa giải            | Hạng đấu            | Số trận      | Bàn thắng    | Số trận | Bàn thắng | Số trận  | Bàn thắng | Số trận   | Bàn thắng |
| ------------------- | ------------------- | ------------------- | ------------ | ------------ | ------- | --------- | -------- | --------- | --------- | --------- |
| F.K. Dynamo Moskva  | 2011–12             | Premier League      | 0            | 0            | 0       | 0         | –        | –         | 0         | 0         |
| F.K. Dynamo Moskva  | 2012–13             | Premier League      | 0            | 0            | 0       | 0         | 0        | 0         | 0         | 0         |
| F.K. Dynamo Moskva  | 2013–14             | Premier League      | 0            | 0            | 0       | 0         | –        | –         | 0         | 0         |
| F.K. Dynamo Moskva  | 2014–15             | Premier League      | 4            | 0            | 0       | 0         | 2        | 0         | 6         | 0         |
| F.K. Dynamo Moskva  | 2015–16             | Premier League      | 25           | 1            | 3       | 2         | –        | –         | 28        | 3         |
| F.K. Dynamo Moskva  | 2016–17             | National League     | 23           | 1            | 1       | 0         | –        | –         | 24        | 1         |
| F.K. Dynamo Moskva  | 2017–18             | Premier League      | 27           | 7            | 1       | 0         | –        | –         | 28        | 7         |
| Tổng cộng sự nghiệp | Tổng cộng sự nghiệp | Tổng cộng sự nghiệp | 79           | 9            | 5       | 2         | 2        | 0         | 86        | 11        |